# Cajanus crassus
Cajanus crassus là một loài thực vật có hoa trong họ Đậu. Loài này được (King) Maesen miêu tả khoa học đầu tiên.